# Maria João Koehler
Maria João Koehler (Porto, 8 oktober 1992) is een tennisspeelster uit Portugal. 
Ze begon op zevenjarige leeftijd met tennis, omdat ze samen met haar neefjes en nichtjes wilde tennissen.
In 2006 speelde ze haar eerste ITF-toernooi in Braga, Portugal.
In 2007 speelde ze voor het eerst op het WTA-circuit, met een wildcard in Estoril.
In 2012 werd ze toegelaten voor een studie medicijnen op de universiteit, maar dit heeft ze voor twee jaar uitgesteld om zich te concentreren op het tennis.